# Monolepta nigeriae
Monolepta nigeriae es una especie de insecto coleóptero de la familia Chrysomelidae.
Fue descrita científicamente en 1940 por Bryant.